# James Bevel
James Luther Bevel, est un des chefs du Mouvement afro-américain des droits civiques, né le 19 octobre 1936 à Itta Bena (Mississippi) et mort le 19 décembre 2008 à Springfield (Virginie).
Il a été responsable de l'action directe et de l'éducation pacifiste de la Southern Christian Leadership Conference (SCLC) et a initié, établi des stratégies, dirigé et développé les trois succès majeurs de cette ère, : la Campagne de Birmingham de 1963, les Marches de Selma à Montgomery et le Chicago Freedom Movement. James Bevel a aussi proposé qu'une marche sur Washington soit organisée par les étudiants militants de Birmingham, puis, quand ce ne fut plus nécessaire, a suggéré que la SCLC organise et rejoigne une marche sur Washington plus tard dans l'année, un rassemblement qui avait été recommandé par les militants, Bayard Rustin et Asa Philip Randolph. James Bevel a, plus tard, initié les Marches de Selma à Montgomery de 1965 qui ont mené au passage au Congrès du Voting Rights Act de 1965.
Avant d'avoir travaillé à la SCLC, James Bevel a travaillé avec le mouvement des étudiants de Nashville, où il a participé aux Sit-ins de Nashville de 1960, dirigé l'Open Theater Movement de 1961, a choisi les participants aux Freedom rides pendant le Nashville Student Movement de 1961 et a initié et dirigé les mouvements pour le droit de vote de 1961 et 1962 au Mississippi (État). Plus tard, en 1967, James Bevel a pris congé de la SCLC après avoir été nommé président du comité de mobilisation nationale pour finir la guerre au Viêt-Nam où il a dirigé son mouvement anti-guerre et a initié et appelé à la manifestation devant le Pentagone du 21 octobre 1967,.
Pour son travail, James Bevel a été nommé père fondateur des droits de vote et dirigeant du mouvement des droits civiques des années 1960 et il a élaboré et communiqué sur beaucoup de stratégies et d'actions qui ont mené à des changements historiques pendant l'ère des droits civiques de 1960 avec Martin Luther King,.
En 2005, James Bevel a été accusé d’inceste par une de ses filles. Il est passé en jugement en avril 2008 et, même s'il a nié les charges, il a été reconnu coupable de fornication amorale et a été condamné à 15 ans de prison et à une amende de 50 000 dollars. Après avoir purgé sept mois de prison, il a été libéré en attente d'un appel et est décédé d'un cancer du pancréas en décembre 2008. Il a été enterré à Eutaw en Alabama.

## Jeunesse
Né à Itta Bena, Mississippi, James Bevel a grandi et travaillé dans une plantation de coton, il a étudié dans le Mississippi et à Cleveland et a servi dans la United States Navy pendant un temps. Il est allé à la American Baptist Theological Seminary de Nashville, de 1957 à 1961 et pendant qu'il étudiait à l'université a lu Le royaume des cieux est en vous de Léon Tolstoï. James Bevel a aussi lu quelques livres et journaux de Mohandas Gandhi en participant à des séminaires sur la philosophie et les techniques pacifistes de Gandhi enseignés à l'extérieur du campus par James Lawson de la SCLC. James Bevel a aussi participé à des séminaires au Highlander Research and Education Center (en) enseignés par son fondateur, Myles Horton (en).

## Mouvement des étudiants de Nashville, SNCC
En 1960, avec plusieurs des étudiants de James Lawson et de Miles Horton dont Bernard Lafayette (en), John Lewis et Diane Nash, James Bevel a participé aux Sit-ins de Nashville qui ont mis fin à la ségrégation dans les bars de la ville. Après le succès de cette action précoce et avec l'aide d'Ella Baker de la SCLC, les étudiants militants de Nashville et du sud du pays ont créé le Student Nonviolent Coordinating Committee. James Bevel, qui a travaillé avec le SNCC pour mettre fin à la ségrégation dans les cinémas, a dirigé avec succès l'Open Theater Movement de Nashville de 1961.
Juste après le succès de ce mouvement (qui était la seule ville du pays à avoir organisé une action), la présidente du Nashville Student Movement, Diane Nash, a annoncé au groupe qu'il devait continuer les Freedom Rides de 1961, malgré le fait que les organisateurs, le Congress of Racial Equality (CORE), ont arrêté le voyage après qu'un bus a été attaqué par des bombes incendiaires à Birmingham. James Bevel et les autres ont été arrêtés quand ils sont arrivés à Jackson (Mississippi) pour essayer de mettre fin à la ségrégation dans les salles d'attente.
Quand ils étaient en prison à Jackson, James Bevel et Bernard Lafayette ont commencé le Mississippi Voting Rights Movement (littéralement « le Mouvement du Mississippi pour le droit de vote ») Eux, Diane Nash ainsi que d'autres sont restés au Mississippi pour travailler sur ce qui sera connu comme le Mississippi Freedom Movement (littéralement « le Mouvement du Mississippi la liberté »).
Avant cela, Bernard Lafayette et sa femme, Colia Lidell, ont créé un projet du SNCC à Selma (Alabama), pour assister les organisateurs locaux comme Amelia Boynton.

## L'accord James Bevel/Martin Luther King
En 1962, après quelques années couronnées de succès à travailler avec le Nashville Student Movement et le Mississippi Movement, James Bevel a été invité à rencontrer Martin Luther King à Atlanta,. Pendant cette rencontre, qui avait été suggérée par James Lawson, James Bevel et Martin Luther King ont travaillé ensemble sur un pied d'égalité ; aucun des deux n'avait le pouvoir de mettre son véto sur l'autre sur des projets sous les auspices de la SCLC. Ils se sont mis d'accord pour travailler sans compromis jusqu'à ce qu'ils mettent fin à la ségrégation, qu'ils gagnent le droit de vote et qu'ils s’assurent que l'éducation de tous les enfants américains soit de qualité,. Ils se sont mis d'accord sur le fait de ne pas arrêter avant que ces grandes avancées n’aient lieu, mais aussi de ne demander de l'argent à la SCLC que si tout le groupe était impliqué dans l'organisation d'un mouvement,.
James Bevel est devenu responsable de l'action directe de la SCLC et le directeur pour l'éducation pacifiste pour accroître la position de Martin Luther King en tant que président et porte parole de la SCLC.

## La croisade des enfants de Birmingham de 1963
En 1963, la SCLC a accepté d'assister un de ses fondateurs, Fred Shuttlesworth, ainsi que d'autres sur leur projet de mouvement à Birmingham. James Bevel a eu l'idée d'utiliser des enfants pour la campagne après que Martin Luther King, Ralph Abernathy et Fred Shuttlesworth ont été arrêtés et mis en prison pendant la marche. Il a passé des semaines à organiser et à éduquer les étudiants des lycées et écoles primaires sur les techniques et la philosophie du pacifisme. James Bevel a donc dirigé les étudiants, 50 à la fois, pour sortir de l'Église baptiste de la 16e rue de Birmingham et marcher vers la mairie pour parler au maire Art Hanes (en) à propos de la ségrégation dans la ville. Près d'un millier d'entre eux ont été arrêtés le premier jour. Quand ils ont continué à sortir de l'église le lendemain, le conseiller municipal Bull Connor a ordonné que des bergers allemands et des lance-flammes soient utilisés sur les enfants. Cette action s'est transformée en outrage publique international après l'utilisation de ces forces par la ville pour empêcher des enfants non violents de marcher jusqu'à la mairie de Birmingham.
Pendant la croisade des enfants de Birmingham, le Président John Fitzgerald Kennedy a demandé à Martin Luther King d'arrêter d'impliquer des enfants dans la campagne. Martin Luther King a donc demandé à James Bevel de ne plus impliquer des adolescents ; cependant, James Bevel lui a répondu qu'il n'arrêterait pas l'action mais qu'il organiserait à la place une marche vers Washington D.C avec les enfants pour rencontrer le Président Kennedy à propos de la ségrégation. James Bevel est retourné auprès des enfants et leur a demandé de se préparer à prendre l'autoroute pour aller jusqu'à Washington pour parler avec le Président Kennedy à propos du problème de la ségrégation raciale aux États-Unis. L'administration Kennedy, en apprenant ce projet, a demandé aux dirigeants de la SCLC ce qu'ils souhaiteraient voir dans une loi complète sur les droits civiques, qui a ensuite été rédigée par l'administration Kennedy et approuvée par les dirigeants de la SCLC, ce qui a donc empêché les enfants de prendre les autoroutes pour marcher jusqu'à Washington.
Peu de temps après, en août 1963, la SCLC a participé à ce qui est connu comme la Marche sur Washington pour l'emploi et la liberté, un évènement organisé par les dirigeants du premier syndicat noir, Asa Philip Randolph et Bayard Rustin, qui avait aussi organisé le Mouvement de la marche sur Washington de 1941. Tout comme la « menace » des enfants marchant sur l'autoroute entre Birmingham et Washington a mené au Civil Rights Act de 1964, la menace de la marche de 1941 a mené à la signature par le Président Franklin Roosevelt de l'«ordre exécutif 8802», qui interdisait la discrimination dans les entreprises qui travaillent pour la défense ; aucune des deux marches n'eurent lieu.

## Le projet en Alabama et le mouvement pour les droits de vote de Selma

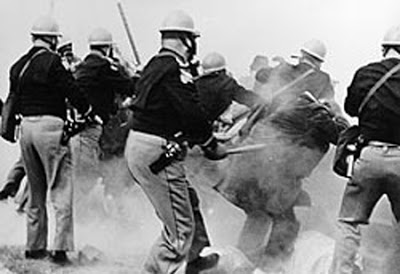
Le projet de James Bevel pour une Marche de Selma à Montgomery a donné lieu à un «Bloody Sunday». La marche suivante a été faite entièrement et sans obstruction.

Des semaines après la Marche sur Washington, en septembre 1963, une bombe à l'Église baptiste de la 16e rue de Birmingham a tué quatre jeunes filles qui allaient à l'École du dimanche. James Bevel a réagi en proposant l'Alabama Voting Rights Project, il a aussi coécrit la proposition du projet avec sa femme de l'époque, Diane Nash, puis ils ont déménagé en Alabama et ont commencé à implanter le projet avec l'étudiant militant de Birmingham James Orange (en).
En commençant vers la fin de l'année 1963, James Bevel, Diane Nash et James Orange ont organisé le mouvement pour les droits en vote en Alabama, jusqu'à la fin 1964, quand Martin Luther King et le reste de la SCLC sont arrivés à Selma pour travailler sur le projet de James Bevel et Diane Nash et sur le projet des droits de vote du SNCC (dirigé à ce moment-là par Prathia Hall et Worth Long). Le projet de James Bevel et de Diane Nash ainsi que son équivalent au SNCC sont devenus par la suite connus collectivement comme le mouvement pour les droits de vote de Selma, qui a eu pour directeur James Bevel.
Le mouvement pour les droits de vote de Selma a commencé officiellement en janvier 1965, puis s'est agrandi et a connu quelques succès minimes. Puis, le 16 février 1965, un jeune homme, Jimmie Lee Jackson (en), est allé avec sa mère et son grand-père participer à une marche nocturne dirigée par C.T. Vivian (en) pour protester contre l'emprisonnement de James Orange à Marion (Alabama). Après que les lumières de la rue ont été éteintes par les policiers d'État de l'Alabama, Jimmie Lee Jackson a été touché par balle à l'estomac tandis qu'il protégeait sa mère d'une attaque des policiers pendant qu'elle-même défendait son père. Jimmie Lee Jackson est décédé quelques jours plus tard.
Quand James Bevel a entendu parler de la mort imminente de Jimmie Lee Jackson, il a trouvé une idée pour rediriger la colère des citoyens de Marion et de Selma et, après le décès de Jackson il a appelé à marcher (la fameuse Marche de Selma à Montgomery) pour parler au Gouverneur George Wallace à propos de l'attaque au cours de laquelle on avait tiré sur Jimmie Lee Jackson. Tandis que la première marche arrive de l'autre côté du Pont Edmund Pettus, une grande partie des participants - dont le président du SNCC John Lewis et Amelia Boynton Robinson, ont été matraqués et aspergés de gaz lacrymogène. Cet évènement est devenu célèbre sous le nom de «Bloody Sunday».
Après qu'une décision judiciaire du juge Frank Minis Johnson (en) a permis que la marche puisse continuer, des centaines de dirigeants religieux ou de syndicats, des célébrités, des militants et des citoyens ont marché les 86 kilomètres qui séparent Selma de Montgomery. Avant que cette marche finale n’ait lieu, le Président Lyndon B. Johnson est apparu à la télévision pour annoncer une session conjointe du Congrès des États-Unis et a demandé que celui-ci fasse passer une loi complète sur le droit de vote.

## LeChicago Freedom Movementde 1966 et le mouvement contre la guerre au Viêt Nam
En 1966, James Bevel a choisi Chicago comme quartier général de la SCLC pour sa campagne du nord. Il y a travaillé pour en finir avec les bidonvilles et pour créer des syndicats de propriétaires. Grâce aux discussions avec Martin Luther King et grâce aux idées et travaux de William Moyer (en) du American Friends Service Committee, James Bevel a organisé et dirigé le Chicago Freedom Movement.
Tandis que le mouvement arrivait sur sa fin, Abraham Johannes Muste, David Dellinger, des représentants du dirigeant du Nord-Viet Nam Hô Chi Minh et d'autres ont demandé à James Bevel de prendre la direction du « comité de mobilisation nationale pour finir la guerre au Viêt-Nam ». Il a ramené beaucoup de monde de différents groupes dans le mouvement et a organisé le 15 avril 1967, la marche qui partait de Central Park pour aller vers le bâtiment de l'Organisation des Nations unies. Cette marche devait, à l'origine, être un rassemblement dans Central Park et cela s'est finalement transformé en la plus importante manifestation de l'histoire du pays à ce moment-là. Dans le discours qu'il a prononcé ce jour-là, James Bevel a appelé pour une plus grande marche à Washington D.C, un plan qui a évolué en octobre 1967 pour devenir la Marche vers le Pentagone, un grand rassemblement auquel beaucoup de militants pacifistes ont participé au mouvement grandissant de la contre-culture des années 1960.

## Assassinat de Martin Luther King
James Bevel, qui a été témoin de l'Assassinat de Martin Luther King le 4 avril 1968, a rappelé au conseil exécutif de la SCLC ce jour là, que s'il arrivait quoi que ce soit à Martin Luther King, Ralph Abernathy devrait prendre sa place en tant que Président de la SCLC. James Bevel était opposé à la Campagne pour les Pauvres de 1968, mais pour pouvoir gérer n'importe quel problème qui aurait pu se produire, il a pris le rôle de Responsable de l'éducation pacifiste.

## Implication avec LaRouche
James Bevel a déménagé à Omaha (Nebraska) en novembre 1990 et est devenu le dirigeant du « Citizens Fact-Finding Commission to Investigate Human Rights Violations of Children in Nebraska », un groupe organisé par l'Institut Schiller qui s'occupe des violations des droits des enfants dans le Nebraska. Ce groupe, associé à l'économiste et théoricien de la conspiration Lyndon LaRouche, a distribué des pétitions pour rouvrir une enquête de deux ans conduite par l'État sur le Scandale Franklin. James Bevel n'a jamais rendu les pétitions collectées et a quitté l'État l'été suivant. En 1992, James Bevel était candidat à la Vice-Présidence des États-Unis sous l'étiquette de LaRouche tandis qu'il était emprisonné pour fraude de courrier et évasion fiscale. Quand il a présenté LaRouche à une convention du National African American Leadership Summit en 1996, ils ont tous les deux été hués et ont dû quitter la scène puis une bagarre a éclaté entre les soutiens de LaRouche et des nationalistes noirs.

## Poursuites criminelles
En mai 2007, James Bevel a été arrêté en Alabama pour inceste commis entre octobre 1992 et octobre 1994 dans le Comté de Loudoun en Virginie. James Bevel vivait à Leesburg à ce moment-là et travaillait avec le groupe de LaRouche dont le siège n'était pas loin de son appartement.
Une de ses filles âgée d'environ 14 ans à ce moment-là, a porté plainte. Trois de ses autres filles ont aussi dit que James Bevel avait abusé d'elles sexuellement, mais sans rapport sexuel. Il a été condamné pour fornication amorale en Virginie, qui ne pratique pas la prescription pour inceste. Il a plaidé non coupable et a toujours nié l'accusation principale. Le procès, qui a duré quatre jours en avril 2008, contenait des "témoignages à propos de la philosophie de James Bevel sur l'éradication de la luxure et son devoir d'orienter sexuellement ses enfants". Pendant le procès, sa fille a témoigné que James Bevel avait abusé d'elle sexuellement depuis qu'elle avait six ans.
Les procureurs ont utilisé comme preuve accablante un appel enregistré par la police à son insu. Pendant cet appel de 90 minutes, la fille de Bevel lui a demandé pourquoi il avait couché avec elle en 1993 et elle lui a aussi demandé pourquoi il voulait qu'elle prenne une douche vaginale après le rapport. La réponse de James Bevel a été qu'il n’avait pas d'intérêt à ce qu’elle tombe enceinte. L'argument de James Bevel a été utilisé contre lui pendant le procès après qu'il a nié avoir eu des rapports sexuels.
Le 10 avril 2008, après une délibération de trois heures, James Bevel a été reconnu coupable et emmené en détention. Le juge l'a condamné le 15 octobre 2008 à 15 ans de prison et il a reçu une amende de 50 000 dollars. Après le verdict, James Bevel a affirmé que cette condamnation faisait partie d'une conspiration pour détruire sa réputation et il a annoncé qu'il ferait appel. Il a été libéré de prison le 7 novembre 2008, six semaines avant son décès dû à un cancer du pancréas, à l'âge de 72 ans.

## Influences dans la culture populaire
L'acteur et rappeur Common a incarné James Bevel dans le film de 2014, Selma.